# Polo Ramírez
Paulo Alberto Ramírez Corvalán (5 de septiembre de 1966), más conocido como «Polo» Ramírez, es un periodista y presentador de televisión chileno.

## Biografía
Estudió en el Colegio Seminario Pontificio Menor, en Las Condes. Vivió unos años en los Estados Unidos, y estudió periodismo en la Universidad Católica de Chile.
Está casado con Loreto Riveros, y es padre de cuatro hijos: Sebastián, María José, Samuel y Elisa.

## Carrera profesional
Tras titularse trabajó en el diario El Mercurio como reportero de las secciones «Economía y Negocios» y «Reportajes». Luego fue crítico de televisión en el mismo periódico, y posteriormente fue editor de la versión en Internet del diario, EMOL. Paralelamente a ello se desempeñó como profesor de periodismo en su alma mater.
En octubre de 2002 ingresó a Radio Concierto y a Canal 13. En la estación televisiva se desempeñó inicialmente dentro del área de contenidos, de la que llegó a ser director el 1 de abril de 2008. Fue productor ejecutivo del L Festival Internacional de la Canción de Viña del Mar en febrero de 2009.
El lunes 16 de marzo de 2009, pasaría a trabajar en pantalla como conductor del programa En boca de todos, el cual terminó en diciembre de 2010. Siguió como conductor de noticias del canal, conduciendo Teletrece AM junto a Constanza Santa María, y en agosto de 2011 se integró al nuevo matinal Bienvenidos, donde se mantuvo como panelista estable hasta febrero de 2021.
Paralelamente ha trabajado en radio, en Cooperativa, conduciendo Lo que queda del día (2009), y desde 2010 en Radio Duna, donde ha conducido los programas Efecto invernadero y Aire fresco.
El 18 de abril de 2013, junto con la actriz Delfina Guzmán fueron elegidos por el público como «Reyes Guachaca» del diario La Cuarta.
En octubre de 2023 dejó la conducción de Teletrece AM.A fines del mismo, y tras más de 20 años en la señal, su contrato en Canal 13 no fue renovado, por lo que salió de la señal.

## Programas de televisión

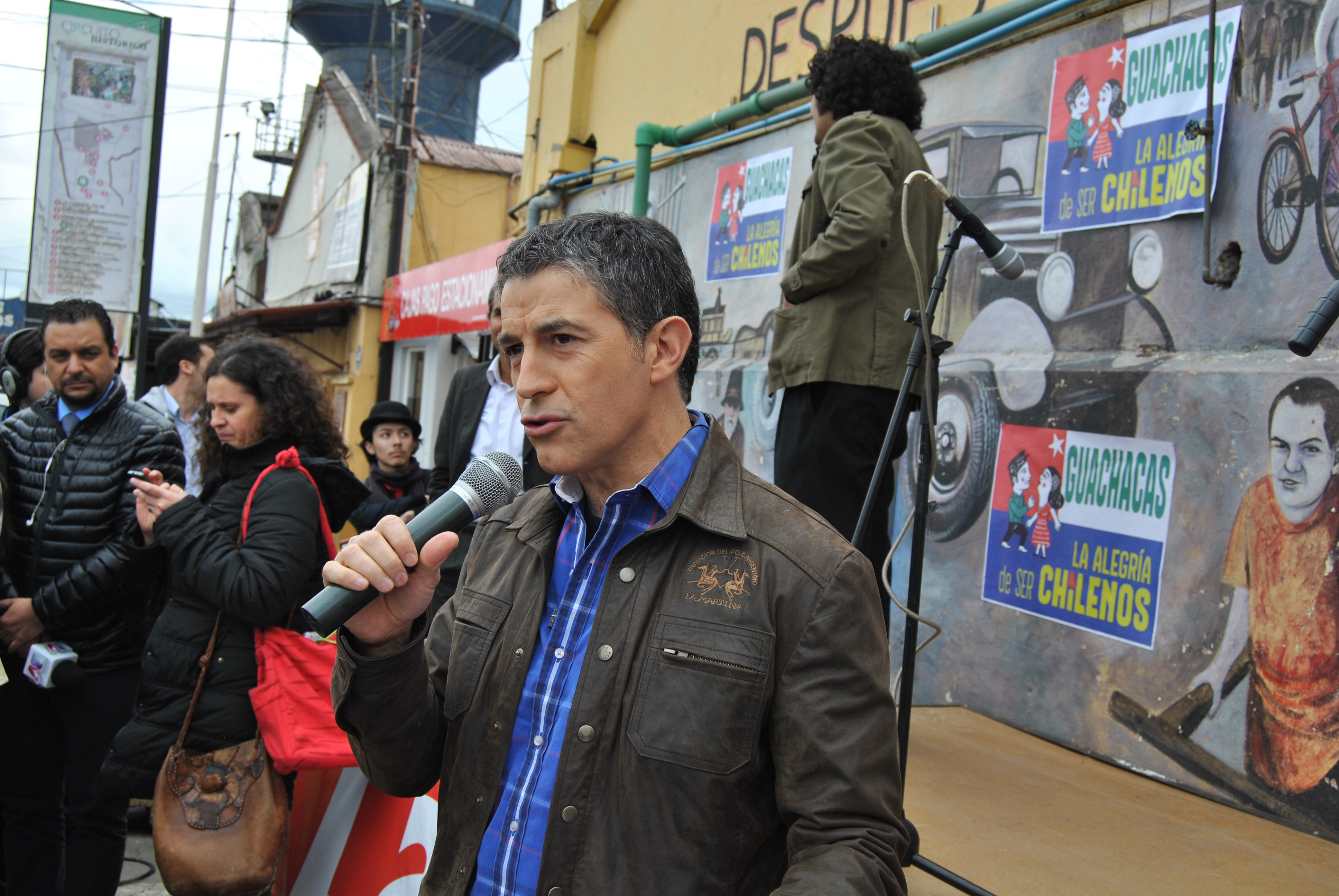
Ramírez en 2013.

| Año(s)    | Programa             | Canal    |
| --------- | -------------------- | -------- |
| 2009-2010 | En boca de todos     | Canal 13 |
| 2010-2023 | Teletrece AM         | Canal 13 |
| 2011-2021 | Bienvenidos          | Canal 13 |
| 2013-2019 | Sábado de reportajes | Canal 13 |
| 2014      | Planeta 13           | Canal 13 |
| 2019-20?? | Cultura en el 13     | Canal 13 |
| 2019      | Contra Reloj         | Canal 13 |